# Amadeus Serafini
Amadeus Serafini (* 7. Juli 1991) ist ein US-amerikanischer Schauspieler. Bekanntheit erlangte er durch seine Rolle als Kieran Wilcox in der US-Serie Scream. Er wuchs in den Vereinigten Staaten sowie in Europa auf und zog dann nach Los Angeles um Schauspieler zu werden. Nach eigenen Angaben spricht er Englisch, Französisch und Italienisch. Seine Karriere begann er als Model für Ford Models.

## Filmografie
- 2013: Smoke (Kurzfilm)
- 2015–2016: Scream (Fernsehserie, 22 Episoden)